# Alemanys
Els alemanys (alemany: Deutsche) són un grup germànic nadiu de l'Europa Central. El terme alemany s'ha utilitzat al llarg de la història per designar els parlants d'alemany de diferents territoris, particularment Prússia, el Sacre Imperi Romanogermànic, l'Imperi Alemany, la República Federal d'Alemanya o la República Democràtica Alemanya entre d'altres. Actualment, són considerats alemanys els ciutadans d'Alemanya.
Dels aproximadament 100 milions de parlants nadius d'alemany del món, aproximadament entre 66 i 75 milions es consideren alemanys. Hi ha també uns 80 milions de persones amb ancestres alemanys en diferents països del món, la majoria dels quals no el mantenen com a primera llengua. El nombre total d'alemanys al món se situa doncs en una àmplia forquilla d'entre els 66 i els 160 milions en funció del criteri utilitzat.
Molts dels habitants dels altres territoris de parla alemanya d'avuí en dia (Àustria, Suïssa, Liechtenstein o Luxemburg) han desenvolupat una identitat nacional pròpia i poden refusar identificar-se amb aquest grup humà.